# ベルトーネ・ビルサ
ベルトーネ・ビルサ (Bertone Birusa) は2003年に発表されたコンセプトカーである。 

## 概要
ビルサは2003年のジュネーブモーターショーで発表された。ベース車両はBMW・Z8。コンセプトカーとしての発表で、量産計画もBMWへのデザインやプロジェクト提供もされなかった。
ビルサは、Z8のアルミニウムシャーシの上に、4.9L DOHC V8エンジンに6速MTを搭載し、最高出力406PS(298kW; 400bhp)/6,600rpm、最大トルク502Nm(370lb-ft)を発揮する。ドアはカーボンファイバー製ガルウィングドアを採用。11のスピーカーと2つのサブウーファーを備えた、ビルサ専用設計のカスタムBoseサウンドシステムも搭載される。ビルサには紫外線の95%をフィルタリングするガラスサンルーフや、多言語音声制御システム、暗視システムなどの装備が搭載されている。

## セグウェイHT
セグウェイHTはビルサとペアで発表されたベルトーネデザインのセグウェイで、車名のHTはヒューマントランスポーターの略。ホンダ・シティ、ホンダ・モトコンポと同じように、トランクはセグウェイHTが搭載できるよう設計された。セグウェイHTはビルサと同じく、アルカンターラで覆われ、専用ののBoseサウンドシステム、オンボードナビゲーション、ヘッドライトなどを備えている。